# Steven Davis
Steven Davis (Ballymena, 1. siječnja 1985.) bivši je sjevernoirski nogometaš.
Profesionalnu karijeru je započeo u 2004. godini u Aston Villa, gdje je skupio preko 90 nastupa. Debitirao je za Aston Villu protiv Norwich Cityja u 2004. Prešao je u Fulham za 4 milijuna funti u 2007. godini, ali je posuđen škotskom Rangersu. U Rangersu je Davis na posudbi osvojio škotsku prvu ligu, jednom škotski Kup i stigao je do finala Kup UEFA. Krajem te sezone je prešao iz Fulhama u Rangerse za 3 milijuna funti. Odigrao je ukupno 211 utakmica za The Gers i postao je tri puta zaredom prvak Škotske, dva puta je osvojio škotski Kup i tri Liga kupa. U 2012. godini je klub iz Glasgowa likvidiran i tako je Davis postao slobodan igrač. Potom ga je engleski Southampton potpisao. U lipnju 2016. je Davis produžio svoj ugovor sa Svecima. Zbog ozljede je sjevernoirski branič morao propustiti okršaj s Leicester Cityjem u siječnju 2017. U siječnju 2019. je se Davis vratio u Rangers na posudbu. U svibnju te godine je Davis, nakon isteka posudbe, prešao iz Southamptona u Rangers.
Za sjevernoirsku nogometnu reprezentaciju je debitirao u 2005. godini i odigrao je preko 110 utakmica za domovinu. Svoj prvi gol za reprezentaciju je postigao u utakmici protiv Walesa te iste godine. Trenutačno je kapetan reprezentacije. Točno deset godina od svog prvog gola 8. kolovoza 2005. je Davis zatresao dva puta grčku mrežu u kvalifikacijama za Europsko prvenstvo u Francuskoj za konačnih 3:1, s čime su Norn Ironi osigurali svoj prvi plasman na Europsko prvenstvo. Sjevernoirski nogometni izbornik objavio je u svibnju 2016. popis za nastup na Europskom prvenstvu u Francuskoj, na kojem je se nalazio Davis. Igrao je u prvoj utakmici na Europskom prvenstvu protiv Poljske, koju je Sjeverna Irska izgubila s 1:0. U studenom 2017. je Davis odigrao svoju stotu utakmicu za reprezentaciju u susretu protiv Švicarske. Izjavio je tom prilikom kako je ta utakmica posebna, ali da bi plasman na Svjetsko prvenstvo bilo još ljepše.